# Tetrahymena
Tetrahymena és un gènere de protozous ciliats de vida lliure no patogènics. Són comuns en aigua dolça. Les espècies de Tetrahymena que s'utilitzen com a organismes model en les recerques biomèdiques són T. thermophila i T. pyriformis.